# BOM
bOm va ser un canal privat català produït per la societat limitada Best Option Media. La seva programació es basava en sèries, telenovel·les i programes d'entreteniment.
bOm emetia a través del tercer programa del canal múltiplex atorgat a Emissions Digitals de Catalunya, empresa que va subcontractar l'explotació del programa l'abril de 2010 a New Millenium Market (sota el nom d'Estil 9) i posteriorment a Best Option Media.
Al setembre de 2014 va incorporar alguns programes que varen deixar 25 tv o Canal català com Toni Rovira y tu, A tu bola o Perdona...?. Finalment, el 15 de desembre de 2014 va cessar les seves emissions, uns mesos més tard que ho fes la seva homologa en castellà a Andalusia.